# Чарльз Ліф
Чарльз Ліф (англ. Charles Leaf, 13 листопада 1895 — 19 лютого 1947) — британський яхтсмен.
Олімпійський чемпіон 1936 року в класі 6 метрів.